# 認知主義 (倫理學)
認知主義（英文：Cognitivism）是一種後設倫理學理論，認為倫理句子表達出事實，因此可以是真或假，與非認知主義相反。規範倫理學之理論都屬於認知主義，而道德現實主義（聲稱道德句子表達關於世界獨立於思想的事實的命題）與道德主觀主義，皆屬於認知主義。